# Homoneura cheesmanae
Homoneura cheesmanae är en tvåvingeart som beskrevs av Malloch 1940. Homoneura cheesmanae ingår i släktet Homoneura och familjen lövflugor. Inga underarter finns listade i Catalogue of Life.